# Dublin Gay Theatre Festival
Das International Dublin Gay Theatre Festival ist eine große internationale Theaterveranstaltung, welche jährlich in den ersten beiden Maiwochen in Dublin (Irland) stattfindet.

## Geschichte
Das Festival wurde im Jahr 2004 ins Leben gerufen um den 150sten Geburtstag von Oscar Wilde (geboren am 16. Oktober 1854 in Dublin) zu würdigen und Konzepte, sowie Unterstützung für ein schwullesbisches Theater zu entwickeln. Das offizielle Festivallogo zeigt auch eine aufrecht stehende Silhouette Wildes (grün auf weißem Grund) kombiniert mit der grünen Nelke, einem Homosexuellensymbol und in der großen Version des Logos auch ein schwarz-weißes Konterfei Wildes links daneben. Das Festival wuchs von Jahr zu Jahr und wird von verschiedenen Einrichtungen gesponsert, darunter The Arts Council, Dublin City Council, Visit Dublin und der Gaststätte The George. Mehr als 70 % der Festivalinhalte stammen von außerhalb Irlands, darunter Produktionen aus Polen, Deutschland, Simbabwe, Frankreich, Spanien, Australien, Südafrika, Venezuela und Kanada, jedoch besonders aus dem Vereinigten Königreich, den USA und eben Irland. Während des Festivals 2016 wurde die 3.500ste Performance, seit Beginn des Festivals im Jahr 2004, gezeigt.
Schirmherren des Festivals sind Senator David Norris, die Autorin Emma Donoghue und der Dramatiker Terrence McNally.
Laut der Selbstbeschreibung auf der offiziellen Webseite bietet das International Dublin Gay Theatre Festival „theatrische und akademische Foren zur Präsentation von neuen und aufsehenerregenden Arbeiten von schwullesbischen Autoren oder Arbeiten, die einen schwullesbischen Charakter, Thema, Bedeutung oder anderem Einfluss haben von schwullesbischen Künstlern, um Sichtbarkeit und Anerkennung der von schwullesbischen Menschen geschaffenen Beiträge zu den Künsten, national und international, zu fördern.“
Die Finanzierung erfolgt durch Sponsoring und Eintrittspreise, welche pro Aufführung erhoben werden.

## Spielorte
Das Festival wird auf vielen innerstädtischen, zentrumsnahen Bühnen abgehalten, darunter das Outhouse, The Teacher’s Club, The Players Theatre am Trinity College und dem The Pearse Centre.